# Budacu de Jos
Budacu de Jos là một xã thuộc hạt Bistrița-Năsăud, România. Dân số thời điểm năm 2002 là 2907 người.